# Блакить
Блакить ( [ˌbluː səˈlɛst], «небесносиній») - рідкісна та нестандартна тинктура в геральдиці (яка не є однією із семи основних кольорів та металів (або три брудиних кольори). Цей колір зображений у світлішому відтінку, ніж діапазон відтінків більш традиційної блакитної тинктури, яка є стандартним синім кольором, що використовується в геральдиці.
Зазвичай вважається європейським, а не англійським чи шотландським, після Першої світової війни він почав з'являтися в Англії з гербами та бейджами, що стосуються Королівських ВПС, хоча досі сумнівно, чи можна знайти більше десятка прикладів у британській геральдиці, і більшість британських геральдистів вважають колір негеральдичним. У той час, як у період після Першої світової війни блакить зображували як темніший відтінок, у попередні часи він зображувався як дуже світлий і навіть оброблявся як метал, оскільки лазурові накладки розміщували на полі блакитного тла, і навпаки.
Незважаючи на це, блакить все ще використовується геральдичними інституціями, такими як Британський Геральдичний коледж в Лондоні, з одним прикладом надання герба Якоба Фламберга [Архівовано 15 травня 2021 у Wayback Machine.] в 2016 році з використанням блакиті у блазоні для полів, намету та фігури:
"На розсіченому блакитно-чорному полі на хвилястому поясі між трьома сливовими деревами чорно-блакитний розсічений вовк із червоним озброєнням" і "Частина блакиті і черні подвоїли сріблом". 
Блакить також можна побачити в гербах Ізраїлю та Перу, а також в гербах колишнього генерал-губернатора Канади Романа Гнатишина. В гербі Університету Натальського спортивного союзу блакить визначається як "небесносиній колір".

## Блакить
На додаток до блакиті, є також, очевидно, унікальний приклад у британській геральдиці використання "світлосиньго" у муніципальному районі Барнса, через який на Темзі проходить гонка Оксфорд проти Кембриджа. На гербах зображені відповідні лопаті весел команд темносинього та світлосинього кольору, і можуть бути блазовані так:
У блакитному полі срібний андріївський хрест між чотирма страусиними пір'ями, два весла поверх хреста, у яких лопаті темносиня справа і світлосиня зліва.
Коли в 1965 році цей район об'єднався з сусідами, утворивши район Річмонда на Темзі, кольорові весла були передані щитотримачамщита нового району.

Герб Аргентини.